# کارکس دیسیتا
کارکس دیسیتا (به انگلیسی: Carex dissita) گونه‌ای از جگنیان است.